# Sarah Boyd
Pour les articles homonymes, voir Boyd.
Sarah Boyd est une monteuse, réalisatrice, et ancienne enfant actrice américaine.

## Biographie
Sarah Boyd commence sa carrière comme enfant actrice, avec le rôle principal en duo avec Rainbow Harvest dans Tendres années de Marisa Silver.
En 2006, elle est deux fois nommée aux Emmy Awards pour son travail de montage sur Lost : Les Disparus, mais c’est David Latham qui remporte le prix.

## Filmographie
Sauf indication contraire, les informations mentionnées dans cette section peuvent être confirmées par la base de données cinématographiques IMDb,  présente dans la section « Liens externes ».

### Comme actrice
- 1983 : How to Be a Perfect Person in Just Three Days, de Joan Micklin Silver : Jenny Hillard (téléfilm)
- 1984 : Tendres années, de Marisa Silver : Lonnie
- 1985 : Tucker and the Horse Thief, d’Allan King : Tucker (téléfilm)

### Comme monteuse

#### Cinéma
- 1996 : A Thousand Cranes, de Selena McAfee (court métrage)
- 2002 : Topa Topa Bluffs, d’Eric Simonson (en)
- 2005 : Hard Pill, de John Baumgartner
- 2007 : Renaissance d'un champion, de Rod Lurie
- 2008 : Le Prix du silence, de Rod Lurie
- 2011 : Chiens de paille, de Rod Lurie
- 2013 : Suspect, de Scott Walker
- 2013 : American Stories, de Wayne Kramer

#### Télévision

##### Séries télévisées
- 1998 : Le Flic de Shanghaï
- 2000-2001 : Nash Bridges (4 épisodes)
- 2002 : The Education of Max Bickford (en), épisode « The Pursuit of Happiness »
- 2003 : Black Sash
- 2003 : Line of Fire
- 2004 : Tru Calling : Compte à rebours, saison 1 épisode 19 « Le Cri du cœur », de Dan Lemer
- 2004 : Kevin Hill
- 2005 : Commander in Chief, épisode pilote
- 2005-2006 : Lost : Les Disparus (8 épisodes)
- 2007 : Grey's Anatomy (3 épisodes)
- 2008 : Terminator : Les Chroniques de Sarah Connor, saison 2, épisode 5 « Garantie d'avenir », de Bryan Spicer
- 2008-2009 : Ugly Betty (8 épisodes)
- 2011 : US Marshals : Protection de témoins (3 épisodes)
- 2013 : The Killing (5 épisodes)
- 2013-2016 : Bates Motel (10 épisodes)
- 2014 : The Strain (4 épisodes)
- 2015 : The Returned (4 épisodes)
- 2016-2017 : Colony (4 épisodes)
- 2018 : Jack Ryan (2 épisodes)

##### Téléfilm
- 1998 : Cinema Combat: Hollywood Goes to War, d’Edith Becker

### Comme réalisatrice
- 2016-2017 : Bates Motel (3 épisodes)
- 2018 : Fear the Walking Dead, saison 4, épisode 7 « La Mauvaise Décision »
- 2018 : Colony, saison 3 épisode 6 « The Emerald City »
- 2018 : Sacred Lies (en) (2 épisodes)
- 2018-2019 : Flash (2 épisodes)
- 2018-2020 : 9-1-1 (2 épisodes)
- 2019 : Jessica Jones, saison 3, épisode 12 « AKA Ça en fait, des vers dégueu »
- 2019 : Strange Angel (en), saison 2, épisode 4 « The Wheel of Fortune »
- 2019 : The Code, saison 1, épisode 4 « Secret Squirrel »
- 2019 : Marvel : Les Agents du SHIELD, saison 6, épisode 9 « Collision, deuxième partie »
- 2019-2020 : This Is Us (2 épisodes)